# Antodynerus kelneri
Antodynerus kelneri är en stekelart som beskrevs av Giordani Soika 1965. Antodynerus kelneri ingår i släktet Antodynerus och familjen Eumenidae. Inga underarter finns listade i Catalogue of Life.